# Hypothèse des singes ivres

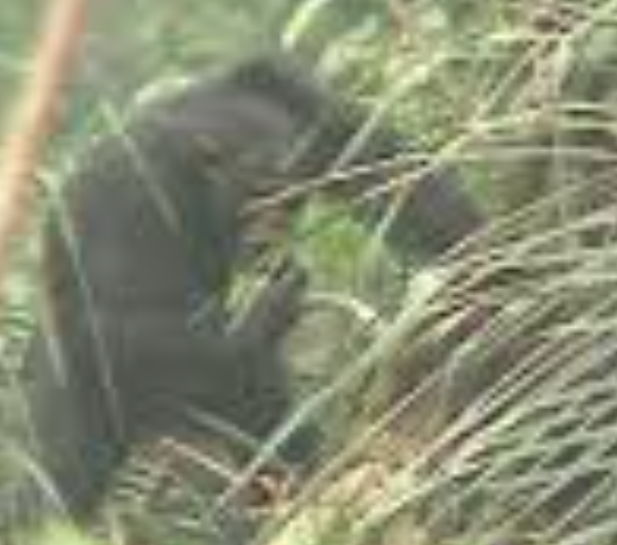
Les chimpanzés sauvages peuvent se servir de feuilles prémâchées qui jouent le rôle d'éponge, pour consommer de la sève fermentée des raphias.

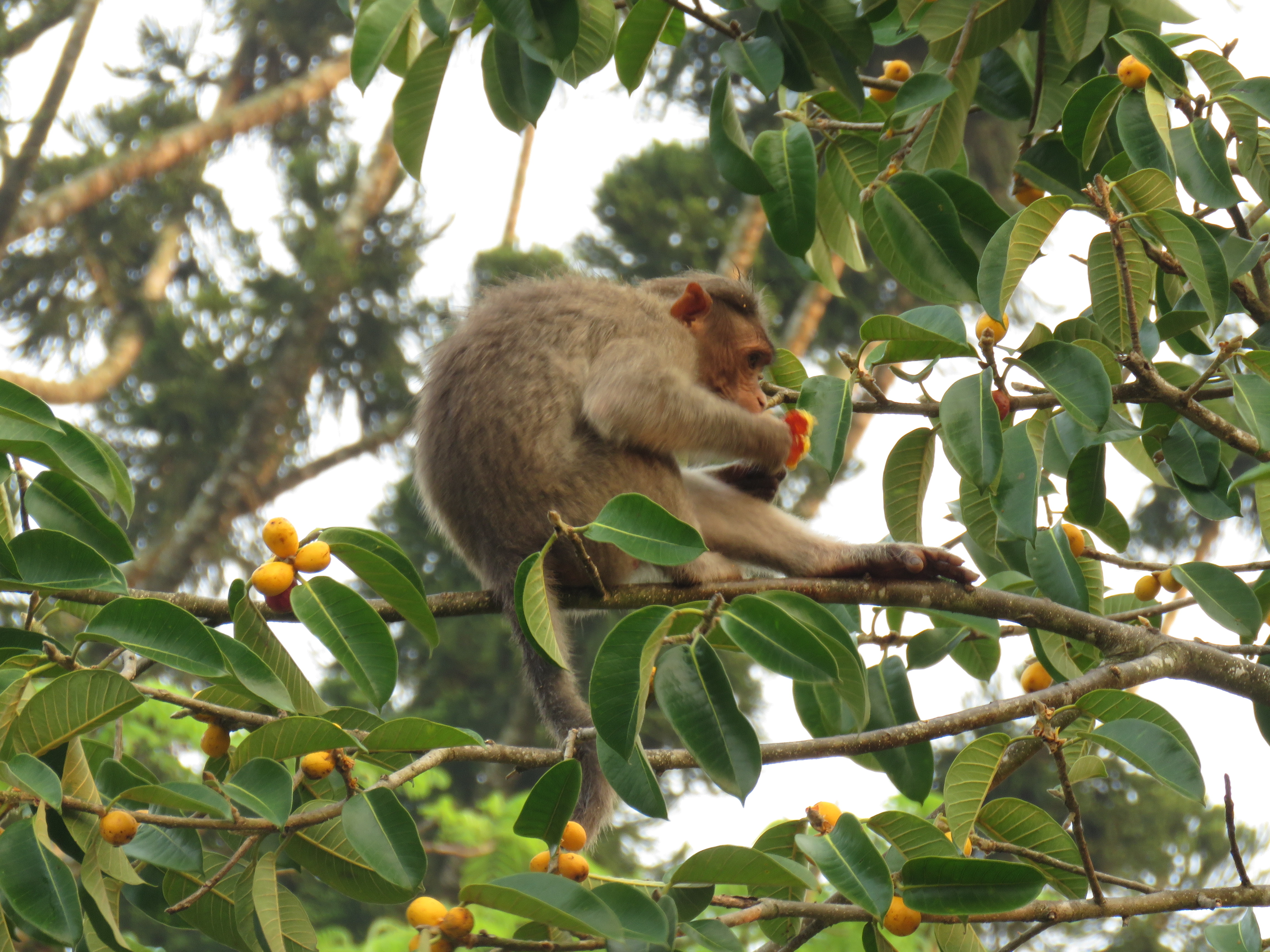
Macaque consommant des fruits.

L’hypothèse des singes ivres exposée pour la première fois en 2000 par le Docteur en physiologie Robert Dudley de l'université de Californie, avance que l'attirance des humains pour l'éthanol pourrait avoir des bases génétiques liées à la forte dépendance des ancêtres primates de l'homo sapiens aux fruits et au nectar fermentés comme source de nourriture. Selon Dudley, l’éthanol, naturellement présent dans les fruits très mûrs ou pourrissants, agissait autrefois sur les circuits neuronaux liés au statut nutritionnel de l'organisme, avant de stimuler à tort le centre cérébral du système de récompense après une consommation excessive d'alcool.
Cette hypothèse doit être testée par les primatologues car les singes, lorsqu'il descendent des arbres, consomment rarement des fruits fermentés. Cependant, une étude récente portant sur la part de fruits fermentés des singes araignées aux mains noires suggère une préférence de ceux-ci pour les fruits fermentés. Des informations sur l'alcoolémie des animaux qui se sont nourris de ces fruits seraient particulièrement bienvenues,.

## Contexte
« Enfant d'un père mort de son ivrognerie, Dudley se demande depuis longtemps ce qui cause l'attrait destructeur de l'alcool. Travaillant dans la forêt panaméenne comme biologiste, il voit des singes manger des fruits mûrs qui en contiennent de petites quantités », il imagine son hypothèse des singes ivres.
Cette hypothèse a fait l'objet d'un symposium lors d'une rencontre de la Société pour la biologie intégrative et comparative. 

## Histoire évolutive
Dudley estime que, si la plupart des substances entraînant une dépendance sont d'utilisation récente, l'attirance pour l'éthanol pourrait être ancienne. Il pense que l'éthanol des fruits et du nectar a pu constituer une source importante de calories (1 g d’éthanol contient près de deux fois plus de calories que 1 g de glucides) pour les primates frugivores et nectarivores, qu'elle les préservait de la décomposition bactérienne, que l'odeur des fruits pourrissants facilitait leur localisation ou leur sélection par les primates et était un bien meilleur indicateur de la maturation des fruits que leur couleur ou l'épaisseur de leur peau. Cette attirance pour l'éthanol pourrait expliquer le régime fructivore des chasseurs-cueilleurs du Paléolithique, avant la sédentarisation et l'attirance de l'être humain pour l'alcool et ses abus.